# Маунт-Гоуп (містечко, Вісконсин)
Маунт-Гоуп (англ. Mount Hope) — місто (англ. town) в США, в окрузі Грант штату Вісконсин. Населення — 282 особи (2020).

## Демографія
Згідно з переписом 2010 року, у місті мешкало 300 осіб у 103 домогосподарствах у складі 75 родин. Було 116 помешкань
Расовий склад населення:
| - 98,3 % — білих - 1,0 % — осіб інших рас |

До двох чи більше рас належало 0,7 %. Частка іспаномовних становила 1,0 % від усіх жителів.
За віковим діапазоном населення розподілялося таким чином: 32,3 % — особи молодші 18 років, 56,0 % — особи у віці 18—64 років, 11,7 % — особи у віці 65 років та старші. Медіана віку мешканця становила 37,7 року. На 100 осіб жіночої статі у місті припадало 134,4 чоловіків;  на 100 жінок у віці від 18 років та старших — 125,6 чоловіків також старших 18 років.
Середній дохід на одне домашнє господарство  становив 60 347 доларів США (медіана — 58 750), а середній дохід на одну сім'ю — 67 579 доларів (медіана — 62 500). Медіана доходів становила 35 625 доларів для чоловіків та 28 889 доларів для жінок. За межею бідності перебувало 20,9 % осіб, у тому числі 31,4 % дітей у віці до 18 років та 2,6 % осіб у віці 65 років та старших.
Цивільне працевлаштоване населення становило 136 осіб. Основні галузі зайнятості: сільське господарство, лісництво, риболовля — 22,8 %, освіта, охорона здоров'я та соціальна допомога — 21,3 %, роздрібна торгівля — 15,4 %, виробництво — 13,2 %.